# Phrynosomatidae
Die Phrynosomatidae sind eine Familie der Leguanartigen (Iguania), die in Nord- und Mittelamerika vom Süden Kanadas bis nach Panama vorkommen. Verbreitungsschwerpunkt der mehr als 120 Arten sind die westlichen, kontinentalen Vereinigten Staaten und Mexiko.

## Merkmale
Die Echsen sind klein, die meisten Arten haben eine Kopf-Rumpflänge von weniger als zehn Zentimetern. Die Tiere leben auf dem Erdboden und haben oft einen abgeplatteten Körper. Sie unterscheiden sich durch insgesamt 30 Autapomorphien, die meistens die Schädelknochen betreffen, von anderen Leguanartigen.

## Lebensweise
Sie leben in Wüsten und anderen trockenen Gebieten, bevorzugt auf felsigem Gelände. Ihre Nahrung besteht aus Insekten, sonstigen Wirbellosen und kleineren Echsen. Die Krötenechsen (Phrynosoma) sind ausschließliche Wüstenbewohner, Sceloporus, die artenreichste Gattung hat sowohl bodenbewohnende als auch auf Sträuchern und Felsen kletternde Angehörige. Die Arten der Gattung Uma bewegen sich wie der nordafrikanische Apothekerskink durch lockeren Sand. Alle Phrynosomatidae bis auf einige Arten der Gattungen Sceloporus und Phrynosoma, die lebendgebärend sind, pflanzen sich durch Eier fort.

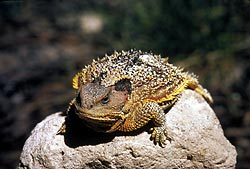
Kurzhorn-Krötenechse (Phrynosoma douglassi)

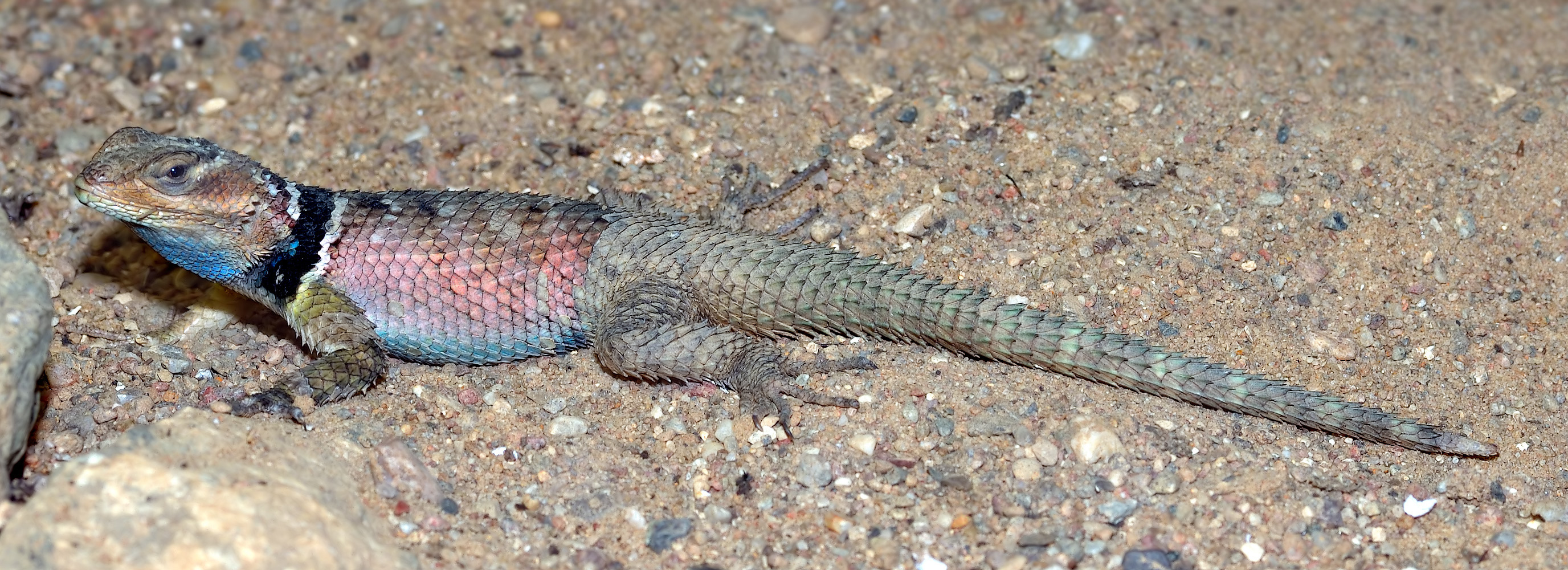
Blauer Stachelleguan (Sceloporus cyanogenys)

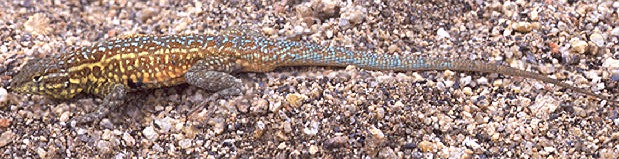
Gemeiner Seitenfleckleguan (Uta stansburiana)

## Systematik
Die Phrynosomatidae galten zunächst als Unterfamilie der Leguane (Iguanidae), bis sie 1989 von Frost und Etheridge in den Rang einer Familie gehoben wurden. 
- Phrynosomatidae
  - Klade 1
    - Zebraschwanzleguan (Callisaurus)
    - Cophosaurus
    - Taubleguane (Holbrookia)
    - Krötenechsen (Phrynosoma)

  - Klade 2
    - Felsenleguane (Petrosaurus)
    - Sator
    - Stachelleguane (Sceloporus)
    - Fransenzehenleguane (Uma)
    - Baumleguan (Urosaurus)
    - Seitenfleckleguane (Uta)